# Cedrelopsis grevei
Espèce
Synonymes
- Cedrelopsis grevei Baill., 1893[1]
- Katafa crassisepalum Constantin & H. Poisson, 1908[1]

Statut de conservation UICN

LC : Préoccupation mineure
Cedrelopsis grevei, le Katrafay ou Acajou blanc de Madagascar, est une espèce de plantes à fleurs de la famille des Rutaceae et du genre Cedrelopsis. C'est un arbre à feuilles caduques endémique de Madagascar, dont l'écorce est distillée pour donner une huile essentielle aux nombreuses utilisations médicinales.

## Taxonomie
L'espèce est décrite en premier par le botaniste français Henri Ernest Baillon en 1893, qui la classe dans le genre Cedrelopsis sous le nom binominal Cedrelopsis grevei. Elle est de nouveau décrite sous le même nom en 1906 par Henri Ernest Baillon et Lucien Désiré Joseph Courchet. En 1908, leurs compatriotes Julien Noël Constantin et Henri Louis Poisson décrivent une nouvelle espèce unique au genre Katafa sous le nom Katafa crassisepalum. Ce nom est synonyme du nom correct Cedrelopsis grevei.

## Description

### Appareil végétatif
C'est un arbre à feuilles caduques, monoïque ou dioïque, de taille moyenne, atteignant 28 m de haut. Le tronc est droit et dépourvu de branches jusqu'à 9 m de haut, d'un diamètre allant jusqu'à 60, voire 120 cm. L'écorce est grisâtre, pâle à jaunâtre et rugueuse, mouchetée de gris, de vert et d’orangé. Les jeunes rameaux sont couverts de poils courts. 
Les feuilles sont alternes, longues de 12 à 20 cm, composées et paripennées, comportant jusqu'à dix folioles. Les stipules sont absentes, le pétiole est long de 3 à 4,5 cm et les pétiolules de 1,5 à 5 mm. Les folioles, alternes ou opposés, sont elliptiques-oblongues, longues de 3 à 8 cm et larges et 1 à 3 cm, la base légèrement asymétrique, cunéiforme, l'apex légèrement émarginé, les bords légèrement ondulés, densément ponctuées de glandes, poilues, pennatinervées à 12–18 paires de nervures latérales.

### Appareil reproducteur
L'inflorescence est une panicule axillaire à poils courts. Les fleurs sont unisexuées ou bisexuées, régulières, parfumées. Le pédicelle est long de 1 à 3 mm. Le calice présente des lobes triangulaires de 4 à 5 mm de long, épais, densément couverts de poils courts. Les pétales sont libres, elliptiques-oblongs, longs de 8 à 10 mm, à l'extrémité pointue et enroulée vers l'intérieur, de couleur rose à jaunâtre, l'extérieur à poils courts. Les fleurs mâles ont cinq étamines libres, plus courtes que les pétales, le disque lobé, d'environ 1 mm de long, l'ovaire rudimentaire. Les fleurs femelles ont cinq étamines rudimentaires, un petit disque, l'ovaire supère, ovoïde, long de 3 à 4 mm, à cinq lobes légers. Les fleurs unisexuées ont les étamines et l'ovaire légèrement réduits, biologiquement non fonctionnels.
Le fruit est une capsule ellipsoïde atteignant 3 cm de long, déhiscente par cinq valves ligneuses, couverte de poils courts, ou glabre, brunâtre à noire à maturité, contenant jusqu'à douze graines. Celles-ci sont ellipsoïdes, latéralement aplaties, longues d'environ 2 cm, à mince aile apicale.

## Biologie
Cet arbre pousse lentement, de maximum 50 cm par an, haut de 50 cm à 3 m à l'âge de sept ans. Il lui faut plus de 40 ans pour produire un petit poteau. Il garde ses feuilles entre novembre et septembre. La floraison a lieu chaque année, entre septembre et novembre. La fructification est par contre irrégulière, et a lieu entre novembre et janvier.

## Habitat et écologie
Cet arbre ou arbuste pousse dans les fourrés et bois secs, subarides et subhumides sur des sols siliceux, calcaires, sableux, gréseux, alluvionnaires et argileux.

## Répartition
C'est une espèce endémique de Madagascar, présente dans les provinces d'Antsiranana, Mahajanga, Fianarantsoa et Toliara, du niveau de la mer jusqu'à 1 000 m d'altitude. L'espèce est représentée par 90 sous-populations connues.

## Utilisations
Cette plante est utilisée comme ferment pour la production locale de rhum, pour son bois, l'artisanat et comme médicament.

### Bois
Le bois est utilisé sur place pour la construction lourde, la sculpture, l'ébénisterie, les manches d'outils, les menuiseries et boiseries intérieures, les parquets massifs, le contreplaqué, les placages tranchés, les traverses de chemin de fer, la construction navale, les châssis de véhicules, les poteaux électriques, les montants de construction et les enclos à bétail, ainsi que comme bois de chauffe et pour la production de charbon. Il est très résistant aux attaques des champignons et insectes. Ce bois impérissable est ainsi traditionnellement utilisé pour la fabrication des tombeaux royaux sakalava.

### Usages médicinaux
L'huile essentielle, tirée de l'écorce, est utilisée en massage pour traiter les douleurs au corps, maux de dents, fractures, douleurs musculaires, arthrite et rhumatismes, fatigue et fièvre. Elle peut également être versée dans les bains pour les mêmes usages. L'extrait d'écorce de tige entre dans le traitement de la toux, l'asthme, la tuberculose, la pneumonie, le diabète, la diarrhée, les douleurs abdominales, les rhumatismes, les vers intestinaux, les maux de tête et la fatigue. Il est aussi employé après accouchement en douche vaginale, et s'applique sur les plaies et infections cutanées.  Enfin, il régule le problème d’énurésie chez l’enfant, en appliquant deux gouttes sur le bas ventre au coucher.
Toutefois, l'huile essentielle de katafray ne devrait pas être utilisée par les femmes enceintes, allaitantes ni chez les enfants de moins de 6 ans, selon Doctissimo.
Les graines se mastiquent comme vermifuge. Le rhum local est aromatisé avec l'écorce de cet arbre.

## Menaces et conservation
Cedrelopsis grevei est menacée par la destruction de son habitat due à l'agriculture itinérante, aux incendies annuels, à l'abattage sélectif et au pâturage. L'utilisation locale pour le bois, l'artisanat et la médecine constitue également une menace. Cependant, son aire de répartition est large, et elle est présente dans plusieurs zones protégées (Andohahela, Ankarafantsika, Beza Mahafaly, Cap Sainte-Marie, Kirindy-Mitea, Tsimanampetsotsa, Zombitsy-Vohibasia, Ankarana, Mikea, Ranobe et La Table/St Augustin). L'espèce est donc considérée par l'Union internationale pour la conservation de la nature comme en préoccupation mineure.